# سو جانگ هون
سو جانگ هون (انگلیسی: Seo Jang-hoon; ۳ ژوئن ۱۹۷۴ –) بازیکن سابق بسکتبال اهل کره جنوبی است.